# Vochysia santaluciae
Vochysia santaluciae é uma espécie de planta do gênero Vochysia e da família Vochysiaceae. 

## Forma de vida
É uma espécie terrícola e arbórea. 

## Descrição
| Caule                                     | Caule                            |
| ----------------------------------------- | -------------------------------- |
| cascas dos ramos                          | não esfoliante                   |
| Folha                                     |                                  |
| estípula                                  | decídua                          |
| filotaxia                                 | verticilada                      |
| forma da lâmina                           | obovada/elíptica                 |
| ápice                                     | arredondado/emarginado/acuminado |
| base                                      | cuneada                          |
| indumento na superfície adaxial da lâmina | ausente                          |
| indumento na superfície abaxial da lâmina | ausente                          |
| textura                                   | coriácea                         |
| margem                                    | plana                            |
| nervura lateral na superfície adaxial     | plana                            |
| nervura lateral na superfície abaxial     | plana                            |
| Inflorescência                            |                                  |
| bráctea                                   | decídua                          |
| Flor                                      |                                  |
| botão-floral                              | reto/recurvado                   |
| cálcar                                    | reto/recurvado                   |
| pétala                                    | 3                                |
| indumento da antera                       | tomentoso na porção interna      |
| indumento do ovário                       | ausente                          |
| estigma                                   | terminal                         |
| Fruto                                     |                                  |
| forma da cápsula                          | oblonga/oblongo ovoide           |

## Conservação
A espécie faz parte da Lista Vermelha das espécies ameaçadas do estado do Espírito Santo, no sudeste do Brasil. A lista foi publicada em 13 de junho de 2005 por intermédio do decreto estadual nº 1.499-R. 

## Distribuição
A espécie é encontrada no estado brasileiro de Espírito Santo. 
Em termos ecológicos, é encontrada no domínio fitogeográfico de Mata Atlântica, em regiões com vegetação de floresta ombrófila pluvial.